# 足見田神社
足見田神社（あしみだじんじゃ）は、三重県四日市市水沢町にある神社である。左三巴が付く。
延喜式内社で垂仁天皇26年（紀元前4年）創建と伝わる。大正期の神社明細帳では雄略天皇21年創建である。祖霊社と熊野神社がある。例祭が10月4日他に春祭りや慰霊祭や新茶祭りや水祭りや秋祭りである。

## 歴史
足見田神社「神明帳考証」の記述では、祭神を日本武尊としている
。一方、「勢陽五鈴遺響」は、祭神が日本武尊であることを否定している。
多くの祭事があり、7月31日に行われる「水まつり」は、享保5年（1720年）を創始とする、雨乞いの祈願の祭りである。奉納される「お諏訪おどり」は四日市市の無形文化財に指定されている。
アセゴの川の足見川の清らかな足見田神社と観光神社雑誌の紹介文がある。

## 例祭
10月4日に催される。
他に春祭りや慰霊祭があり、特別祭りとして新茶祭りや水祭りや秋祭りもある。